# Pin Leclanché

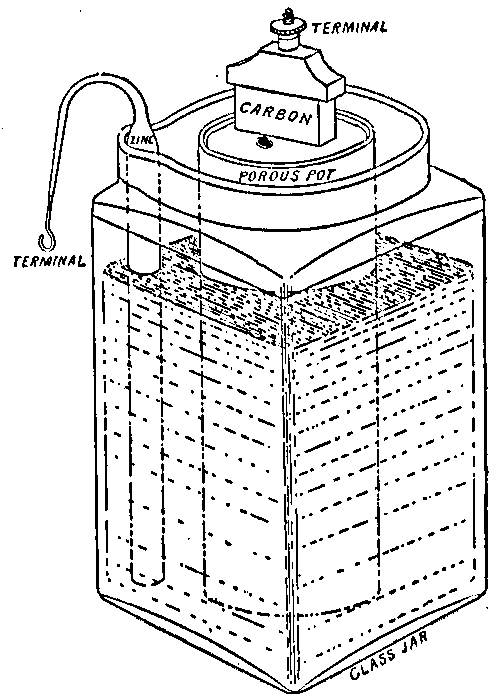
Một minh họa năm 1919 của pin Leclanché

Pin Leclanché là loại pin được phát minh và được cấp bằng sáng chế bởi nhà khoa học người Pháp Georges Leclanché năm 1866. Pin chứa một dung dịch dẫn điện (chất điện li) là amoni chloride, một cathode (cực dương) là cacbon, chất khử cực là mangan dioxide (chất oxy hóa) và một anode (cực âm) là kẽm (chất khử). Hóa chất của loại pin này sau đó đã được điều chỉnh thành công để sản xuất một loại pin khô.

## Lịch sử
Năm 1866, Georges Leclanché đã phát minh ra một loại pin bao gồm một anode kẽm và một cathode mangan dioxide bọc trong một vật liệu xốp, nhúng trong một lọ dung dịch amoni chloride. Cathode mangan dioxide có một ít cacbon trộn vào để cải thiện độ dẫn và hấp thụ điện. Nó cung cấp một điện áp 1,4 volt. Loại pin này đạt được hiệu quả rất nhanh trong điện báo, tín hiệu và chuông điện. 
Pin khô được sử dụng làm nguồn điện cho các điện thoại sơ khai - thường là từ một hộp gỗ liền kề gắn vào tường — trước khi điện thoại có thể lấy điện từ đường dây điện thoại. Pin Leclanché không thể cung cấp dòng điện bền vững trong một thời gian dài. Trong các cuộc trò chuyện dài, pin sẽ cạn dần, khiến cuộc trò chuyện không thể tiếp tục. Điều này là do một số phản ứng hóa học trong pin làm tăng điện trở bên trong và do đó làm giảm điện áp. Những phản ứng này tự đảo ngược khi pin không hoạt động, vì vậy nó chỉ tốt cho việc sử dụng liên tục.

## Thiết kế
Hình thức ban đầu của pin là sử dụng một bình xốp. Điều này đã làm nó có một điện trở bên trong tương đối cao và nhiều sửa đổi đã được thực hiện để giảm nó. Chúng bao gồm các "khối ô kết tụ" và "bao pin". Leclanché và sau đó là Carl Gassner, cả hai đã phấn đấu để biến đổi loại pin ướt ban đầu thành một loại pin khô di động và hiệu quả hơn.
Pin bình xốp
Trong loại pin nguyên bản của Leclanché, chất khử cực (trên thực tế là chất oxy hóa trong pin), bao gồm mangan dioxide được nghiền nát, được đóng gói vào một cái bình và một thanh cacbon được chèn vào để hoạt động như cathode (phản ứng khử). Anode (phản ứng oxy hóa) là một thanh kẽm, sau đó được nhúng vào bình dung dịch amoni chloride. Dung dịch lỏng hoạt động như chất điện li, thấm qua bình xốp để tiếp xúc với cathode.
Khối ô kết tụ
Năm 1871 Leclanché pha chế với bình xốp và thay thế nó bằng một cặp "khối kết tụ", gắn vào tấm cacbon bằng các dải cao su. Các khối này được tạo ra bằng cách trộn lẫn mangan dioxide với các tác nhân liên kết và ép hỗn hợp vào khuôn.
Bao pin
Trong loại pin này, bình xốp đã được thay thế bởi một gói vải hoặc bao. Ngoài ra, thanh kẽm được thay thế bằng một xylanh kẽm để tạo ra diện tích bề mặt lớn hơn. Nó có điện trở bên trong thấp hơn so với một trong hai chất trên (xốp và khoáng chất).
Tinh bột bổ sung
Năm 1876, Georges Leclanché bổ sung tinh bột vào chất điện phân amoni chloride trong một nỗ lực để làm tốt hơn gel của nó.
Cải thiện pin khô
Năm 1888, một bác sĩ người Đức, Carl Gassner đã cải tiến quy trình chưng cất gel và tạo ra một loại pin khô di động hơn bằng cách trộn các hóa chất vữa thạch cao và hydrophilic với chất điện phân amoni chloride.

## Biến đổi hóa học
Phản ứng oxi hoá khử trong pin Leclanché liên quan đến hai phản ứng sau đây:
– anode (quá trình oxy hóa Zn): Zn → Zn2+ + 2e−
– cathode (quá trình khử Mn(IV)): 2 MnO2 + 2NH4+ + 2e− → 2 MnO(OH) + 2 NH3
Quá trình phản ứng hóa học tạo ra điện trong một pin Leclanché bắt đầu khi các nguyên tử kẽm trên bề mặt của anode bị oxy hóa, tức là chúng bỏ hai electron hóa trị của chúng để trở thành ion Zn2+.Khi các ion Zn2+ di chuyển ra khỏi anode, để lại các electron trên bề mặt của nó, anode trở nên tích điện âm hơn cathode. Khi pin được nối trong một mạch điện bên ngoài, các electron dư thừa trên anode kẽm di chuyển qua mạch tới thanh cacbon, sự chuyển động của các electron tạo thành dòng điện.
Sau khi di chuyển qua toàn bộ mạch, khi các electron di chuyển vào cathode (thanh cacbon), chúng kết hợp với mangan dioxide (MnO2) và nước (H2O), phản ứng với nhau để tạo ra mangan(III) oxit (Mn2O3) và các ion hydroxide tích điện âm. Điều này đi kèm với phản ứng axit-base thứ cấp, trong đó các ion hydroxide (OH–) tiếp nhận một proton (H+) từ các ion amoni có trong chất điện li amoni chloride để tạo ra các phân tử amonia và nước.
Zn(r) + 2 MnO2(r) + 2 NH4Cl(aq) → ZnCl2(aq) + Mn2O3(r) + 2 NH3(aq) + H2O(l),
hoặc nếu người ta cũng xem xét sự hydrat hóa của Mn2O3(r) sesquioxide thành Mn(III) oxy-hydroxide:
Zn(r) + 2 MnO2(r) + 2 NH4Cl(aq) → ZnCl2(aq) + 2 MnO(OH)(r) + 2 NH3(aq)
Theo cách khác, sự khử của Mn(IV) có thể tiến hành thêm, tạo thành Mn(II) hydroxide.
Zn(r) + 2MnO2(r) + 2 NH4Cl(aq) → ZnCl2(aq) + Mn(OH)2(r) + 2 NH3(aq)
Chú thích: r: thể rắn; l: thể lỏng; aq: Hydrat

## Sử dụng
Sức điện động (e.m.f. - electromotive force) được tạo ra bởi một pin Leclanche là 1,4 vôn, với một điện trở là một số ohm tại một bình xốp được sử dụng. Nó đã được sử dụng rộng rãi trong điện báo, báo hiệu (viễn thông), chuông điện và các ứng dụng tương tự, trong đó dòng điện liên tục được yêu cầu và nó là kỳ vọng rằng một pin nên yêu cầu bảo trì ít.
Pin ướt Leclanché là tiền thân của pin kẽm-cacbon hiện đại (một loại pin khô). Việc bổ sung kẽm chloride vào chất điện li tạo nên hiệu điện thế đến 1,5 vôn. Những phát triển sau này được phân phối hoàn toàn bằng amoni chloride, tạo ra một loại có thể chịu đựng được sự phóng điện bền vững hơn mà không có điện trở bên trong tăng nhanh (pin kẽm chloride).

## Sách tham khảo
- Practical Electricity by W. E. Ayrton and T. Mather, published by Cassell and Company, London, 1911, trang 188–193